# Martinci

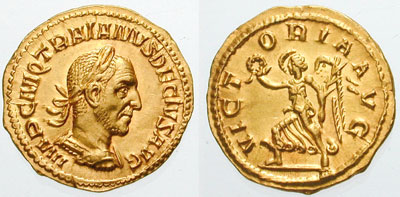
Efigie en moneda del emperador romano Decio, oriundo de Budalia, hoy Martinci.

Martinci, en cirílico Мартинци, es un pueblo en Serbia situado en la provincia autónoma de Voivodina. Forma parte del municipio Sremska Mitrovica en el distrito de Sirmia (Srem). 

## Población
En el año 2002 contaba con 3 639 habitantes. 

## Localización
El lugar se ubica en las coordenadas 45° 0′ 39″ Norte y 19° 27′ 35″ Este. 

## Historia
Llamada Budalia durante el Imperio romano, Martinci es una de las localidades más antiguas de Voivodina. El emperador romano Decio nació allí hacia el 201.

## Galería de imágenes

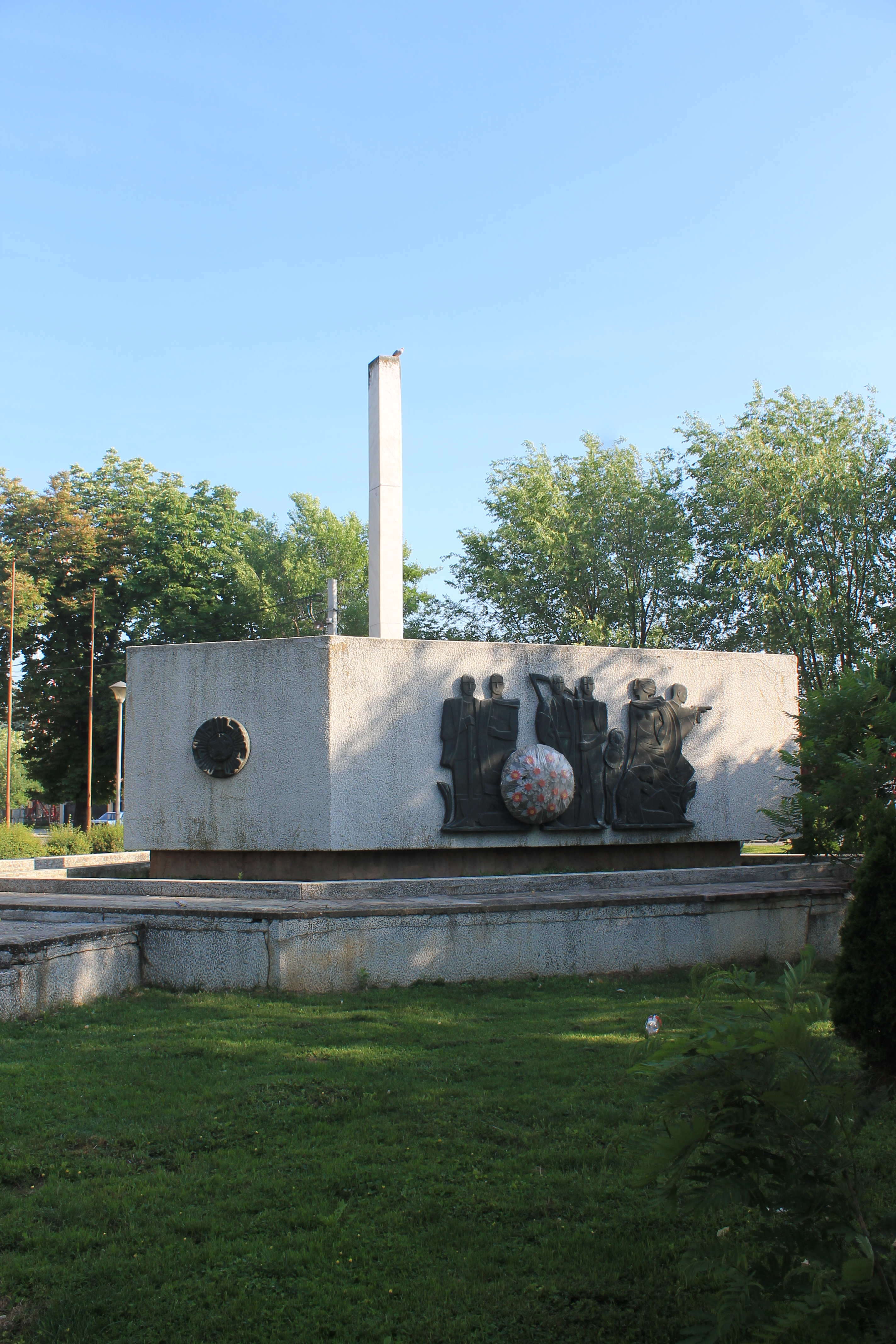
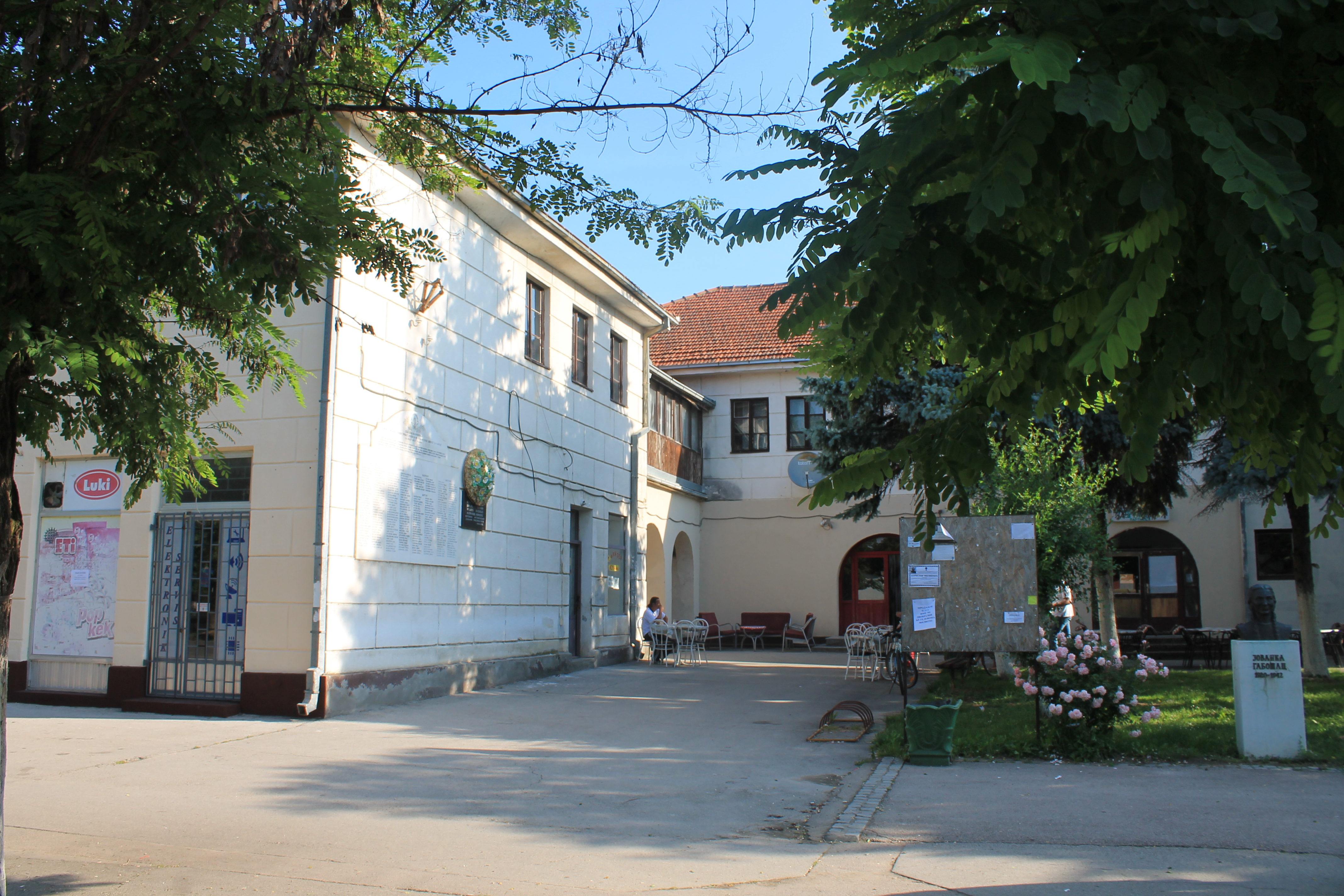
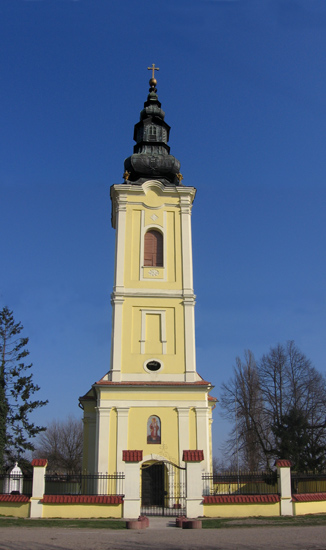